# Wettinia oxycarpa
Wettinia oxycarpa är en enhjärtbladig växtart som beskrevs av Galeano-garcés och Rodrigo Bernal. Wettinia oxycarpa ingår i släktet Wettinia och familjen Arecaceae. Inga underarter finns listade i Catalogue of Life.